# Shimamoto
Shimamoto (jap. 島本町 Shimamoto-chō) – miasto w Japonii, na wyspie Honsiu, w prefekturze Osaka. Według danych na rok 2020 miejscowość zamieszkiwało 30 927 mieszkańców , a gęstość zaludnienia wyniosła 1839,8 os./km².